# Löllingita
La löllingita (sovint escrit lollingita) és un arsenur, un mineral que segons la classificació de Nickel-Strunz pertany a la classe dels sulfurs. Rep el seu nom de la localitat de Lölling (Caríntia, Àustria), on va ser descoberta l'any 1845. Pertany i dona nom al grup de la löllingita.

## Característiques
La löllingita és un arsenur simple de ferro, per tant de la classe dels minerals sulfurs. Cristal·litza en el sistema ortoròmbic formant cristalls prismàtics a piramidals, tot i que també s'hi pot trobar de manera massiva. Forma una sèrie de solució sòlida amb la safflorita (CoAs₂), en la qual la substitució gradual del ferro per cobalt va donant els diferents minerals de la sèrie. A més, tant la löllingita com la resta dels minerals d'aquesta sèrie és freqüent que portin com a impuresa considerables quantitats de níquel. Més rares vegades també pot tenir bismut.
Segons la classificació de Nickel-Strunz, la löllingita pertany a «02.EA: Sulfurs metàl·lics, M:S = 1:2, amb Fe, Co, Ni, PGE, etc.» juntament amb els següents minerals: aurostibita, bambollaita, cattierita, erlichmanita, fukuchilita, geversita, hauerita, insizwaita, krutaita, laurita, penroseita, pirita, sperrylita, trogtalita, vaesita, villamaninita, dzharkenita, gaotaiita, alloclasita, costibita, ferroselita, frohbergita, glaucodot, kullerudita, marcassita, mattagamita, paracostibita, pararammelsbergita, oenita, anduoita, clinosafflorita, nisbita, omeiita, paxita, rammelsbergita, safflorita, seinäjokita, arsenopirita, gudmundita, osarsita, ruarsita, cobaltita, gersdorffita, hol·lingworthita, irarsita, jolliffeita, krutovita, maslovita, michenerita, padmaita, platarsita, testibiopal·ladita, tolovkita, ullmannita, willyamita, changchengita, mayingita, hollingsworthita, kalungaita, milotaita, urvantsevita i rheniita.

## Formació i jaciments
Apareix en jaciments de mitjana temperatura de formació associat amb altres sulfurs i ganga de calcita. També pot trobar-se en pegmatites. Sol trobar-se associada a altres minerals com: skutterudita, bismut natiu, niquelina, siderita o calcita. Als territoris de parla catalana ha estat descrita a les mines del Pla de Tor (Naut Aran).

## Varietats
- La geyerita és una varietat que conté fins a un 6,73% de sofre, amb fórmula Fe(As,S)₂.[4]
- La glaucopirita és una varietat que conté fins a un 6,44% de cobalt, amb fórmula (Fe,Co)As₂.[5]
- La löllingita cobàltica és una varietat que conté cobalt, trobada a Santa Cruz, Califòrnia.[6]

## Grup de la löllingita
El grup de la löllingita està format per tretze arsenurs amb diferents metalls.
| Espècie         | Fórmula     |
| --------------- | ----------- |
| Al·loclasita    | Co1-xFexAsS |
| Anduoïta        | (Ru,Os)As₂  |
| Clinosafflorita | CoAs₂       |
| Costibita       | CoSbS       |
| Löllingita      | FeAs₂       |
| Nisbita         | NiSb₂       |
| Oenita          | CoSbAs      |

| Espècie            | Fórmula     |
| ------------------ | ----------- |
| Omeiïta            | (Os,Ru)As₂  |
| Paracostibita      | CoSbS       |
| Pararammelsbergita | NiAs₂       |
| Rammelsbergita     | NiAs₂       |
| Safflorita         | CoAs₂       |
| Sense nom          | (Fe,Ni)SbAs |